# Digimon: The Movie
Digimon: The Movie is een Japans/Amerikaanse animatiefilm uit 2000, gebaseerd op de Digimon-franchise. De film is een voor de Amerikaanse markt gemaakte compilatiefilm van drie op zichzelf staande Japanse Digimonfilms: “Digimon Adventure: de film”, “Ons Oorlogsspelletje” en “Digimon Hurricane Land!! Opperste Gouden Digimentals”.
De drie films zijn elk een stuk ingekort (mede om scènes die men ongeschikt achtte voor jonge kijkers te verwijderen) en aan elkaar geplakt tot een nieuwe film van 85 minuten. De dialogen zijn in het Engels nagesynchroniseerd. De film is in Amerika uitgebracht door 20th Century Fox.

## Verhaal

### Digimon Adventure
Het eerste segment van de film is een prequel op de serie Digimon Adventure. De film speelt zich ongeveer vier jaar voor deze serie af, en draait om jongere versies van Tai en Kari. Op een ochtend vinden de twee een digi-ei dat uit hun computer is gekomen. Het ei komt al snel uit. Uit het ei komt een Botamon, die al snel evolueert naar een Agumon.
Rond dezelfde tijd valt uit de lucht een tweede digi-ei. Hieruit komt een slechte digimon: Parrotmon. Agumon evolueert door naar Greymon en de twee Digimon vechten het uit in de stad, waarbij ze een grote ravage aanrichten. De strijd eindigt onbeslist daar beide digimon uiteindelijk verdwijnen.

### Our War Game
Het tweede segment speelt ongeveer zes maanden na de eerste serie. Izzy ontdekt op internet een virus dat een digi-ei infecteert, waarna er een vreemde digimon, Keramon, uitkomt. Hij haast zich naar Tais huis om dit te melden. Tai en Izzy gebruiken de computer van Tais vader om de digimon in de gaten te houden. Gennai verschijnt op het scherm en waarschuwt de twee dat de nieuwe digimon kwaadaardig is. Hij stuurt vanuit de digi-world Agumon en Tentomon het internet op om de digimon te bevechten. Keramon digivolved echter naar Infermon en is nu te sterk voor de twee.
Tai probeert wanhopig contact te zoeken met de andere DigiDestined. Hij krijgt echter alleen Matt en T.K. te pakken. Zij gebruiken een computer in een kapperszaak om Gabumon en Patamon ook het internet op te sturen. Infermon digivolved ondertussen naar Diaboromon. Matt en Tai laten hun digimon digivolven naar hun megavormen, WarGreymon en MetalGarurumon. De twee worden echter gehinderd door het feit dat Tais computer traag wordt omdat hij een hoop e-mails krijgt.
Diaboromon maakt verbinding met de computer van het Pentagon, en laat deze binnen 10 minuten twee nucleaire raketten afvuren. Bovendien maakt hij een groot aantal kopieën van zichzelf. Tai en Matt worden ook naar het internet getransporteerd, alwaar ze WarGreymon en MetalGarurumon laten DNA-digivolven naar Omnimon. Deze verslaat alle Diaboromon op een na. Izzy vertraagt de laatste Diaboromon met een stroom e-mails, waarna Omnimon Diaboromon op het laatste moment kan vernietigen. De nucleaire aanval is afgewend.
Aan het eind van het segment is te zien hoe het virus van Diaboromon nog in leven blijkt te zijn, en een Kokomon infecteert.

### Hurricane Touchdown
Dit derde segment speelt zich af tijdens de serie Digimon Adventure 02, kort nadat de Digimon Emperor is verslagen. T.K. en Kari zijn in New York op bezoek bij Mimi. Ze belanden midden in een gevecht tussen een digidestined genaamd Willis en zijn digimonpartner Terriermon met een kwaadaardige Wendigomon (de championvorm van de Kokomon die in het vorige segment werd geïnfecteerd door Diaboromons virus). De Wendigomon verdwijnt uiteindelijk. Willis en Terriermon vertrekken naar Colorado. Kari stuurt een e-mail naar Davis om hem te waarschuwen.
Davis, Yolei, en Cody gaan ook naar Colorado om Willis te ontmoeten. Op aandringen van Davis onthult Willis uiteindelijk dat hij min of meer verantwoordelijk was voor de creatie van Diaboromon, en daarmee ook Wendigomon. Hij wil Wendigomon nu eigenhandig verslaan om zo zijn fout goed te maken. Davis overtuigt hem dat hij dit niet alleen hoeft te doen, en biedt zijn hulp aan.
Wendigomon duikt weer op en evolueert via Antylamon door naar zijn megavorm, Cherubimon. T.K. en Kari duiken net op tijd op met Angemon en Angewomon om ook mee te helpen. Angewomon en Angemon evolueren naar hun megavormen: Magnadramon en Seraphimon. Samen creëren ze twee gouden digi-eieren voor Davis en Willis. Die laten hiermee hun digimon evolueren naar Magnamon en Rapidmon. De twee dringen Cherubimon binnen, alwaar ze Wendigomon ontmoeten die hen opdraagt het virus in hem te vernietigen. De twee vernietigen het virus, waardoor Cherubimon wordt gezuiverd van het kwaad. Hij sterft kort hierna.
Aan het eind van het segment vindt Willis een ei, en beseft dat Kokomon hieruit zal komen.

## Rolverdeling
| Acteur                 | Personage                                           |
| ---------------------- | --------------------------------------------------- |
| Lara Jill Miller       | Kari Kamiya                                         |
| Joshua Seth            | Tai Kamiya                                          |
| Bob Papenbrook         | Red Greymon                                         |
| Doug Erholtz           | T.K. Takaishi                                       |
| David Lodge            | Parrotmon                                           |
| Michael Sorich         | Grote Agumon Gargomon                               |
| Peggy O'Neal           | Botamon                                             |
| Colleen O'Shaughnessey | Sora Takenouchi                                     |
| Brianne Siddall        | Koromon Kuramon                                     |
| Jeff Nimoy             | Tentomon Kabuterimon MegaKabuterimon                |
| Philece Sampler        | Mimi Tachikawa Cody Hida Matt en T.K.'s grootmoeder |
| Mona Marshall          | Izzy Izumi Terriermon                               |
| Michael Lindsay        | Joe Kido Greymon                                    |
| Michael Reisz          | Matt Ishida                                         |
| Wendee Lee             | Jonge T.K. Kokomon                                  |
| Elizabeth Rice         | Sora's moeder                                       |
| Anna Garduno           | Palmon                                              |
| Neil Kaplan            | Hawkmon Halsemon                                    |
| Tifanie Christun       | Yolei Inoue Biyomon                                 |
| Paul St. Peter         | Keramon Infermon Diaboromon Kokomon                 |
| Tom Fahn               | Agumon Digmon                                       |
| Mike Reynolds          | Gennai                                              |
| Kirk Thornton          | Gabumon MetalGarurumon Omnimon                      |
| Laura Summer           | Patamon                                             |
| R. Martin Klein        | Gomamon                                             |
| Edie Mirman            | Gatomon Angewomon Magnadramon                       |
| Steven Jay Blum        | Flamedramon Raidramon Poromon Magnamon              |
| Joseph Pilato          | MetalGreymon                                        |
| Lex Lang               | WarGreymon Omnimon Rapidmon                         |
| Bob Glouberman         | Willis                                              |
| Brian Donovan          | Davis Motomiya                                      |
| Dave Mallow            | Upamon Angemon Seraphimon                           |
| Derek Stephen Prince   | DemiVeemon Veemon                                   |
| Robert Axelrod         | Armadillomon                                        |

## Soundtrack
| #   | Titel                                | schrijver(s)                                                  | zanger(s)                   | lengte. |
| --- | ------------------------------------ | ------------------------------------------------------------- | --------------------------- | ------- |
| 1.  | "Digi Rap"                           | Shuki Levy, Paul Gordon, Kussa Mahchi                         | M.C. Pea Pod, Paul Gordon   | 3:11    |
| 2.  | "All Star"                           | Gregory D. Camp                                               | Smash Mouth                 | 3:20    |
| 3.  | "The Rockafeller Skank"              | John Barry, Norman Cook, Terry Winford                        | Fatboy Slim                 | 4:02    |
| 4.  | "Kids in America"                    | Marty Wilde, Ricky Wilde                                      | LEN                         | 3:54    |
| 5.  | "Hey Digimon"                        | Levy, Gordon, Mahchi                                          | Paul Gordon                 | 2:31    |
| 6.  | "One Week"                           | Ed Robertson                                                  | Barenaked Ladies            | 2:52    |
| 7.  | "The Impression That I Get"          | Dicky Barrett, Joe Gittleman                                  | The Mighty Mighty Bosstones | 3:17    |
| 8.  | "All My Best Friends Are Metalheads" | Chris Demakes, Vinny Fiorello, Roger Manganelli               | Less Than Jake              | 3:13    |
| 9.  | "Run Around"                         | Jeremy Sweet, Levy, Mahchi                                    | Jasan Radford               | 2:09    |
| 10. | "Nowhere Near"                       | Tim Cullen, Sean McCue                                        | Summercamp                  | 2:21    |
| 11. | "Spill"                              | Daniel Castady, David Hyde, Graham Jordan, Christopher Messer | Showoff                     | 2:16    |
| 12. | "Here We Go"                         | Sweet, Levy, Mahchi                                           | Jason Gochin                | 2:25    |
| 13. | "Digimon Theme"                      | Gordon, Levy, Mahchi                                          | Paul Gordon                 | 3:00    |
| 14. | "Change Into Power"                  | Gordon, Levy, Mahchi                                          | Paul Gordon                 | 2:35    |
| 15. | "Let's Kick It Up"                   | Gordon, Levy, Mahchi                                          | Paul Gordon                 | 3:12    |
| 16. | "Going Digital"                      | Sweet, Levy, Mahchi                                           | Jasan Radford               | 3:00    |
| 17. | "Strange"                            | Sweet, Levy, Mahchi                                           | Jasan Radford               | 2:48    |